# SPEEDY AGE
『SPEEDY AGE』（スピーディ・エイジ）は、光GENJIの9枚目のオリジナル・アルバム。限定盤は1993年3月3日（水曜日）発売、通常盤は同3月19日（金曜日）にポニーキャニオンから発売された。

## 収録曲
- 全編曲:水島康貴（特記以外）

1. Groovin' Night
作詞:津田りえこ　作曲・編曲:小西貴雄
2. 愛だけ…
作詞:西岡千恵子　作曲:水島康貴
3. 急がなきゃ食べられちゃう
作詞:原真弓・MOTOMY　作曲:水島康貴・田中厚
4. Moon Talk
作詞:三浦徳子　作曲:清岡千穂
5. Losing You
作詞: 柚木美祐　作曲:水島康貴
6. エルドラドに彼はいない
作詞:高柳恋　作曲:大門一也
7. Renewal Dream
作詞:森田由美　作曲:水島康貴
8. 星にまぎれてDance
作詞:松井五郎　作曲:山口美央子
9. 一度だけ言うけど
作詞:夏野芹子　作曲:大門一也
10. Maybe Tomorrow
作詞:平井森太郎　作曲:大門一也　編曲:小西貴雄